# Droit anglo-saxon
Ne doit pas être confondu avec common law.

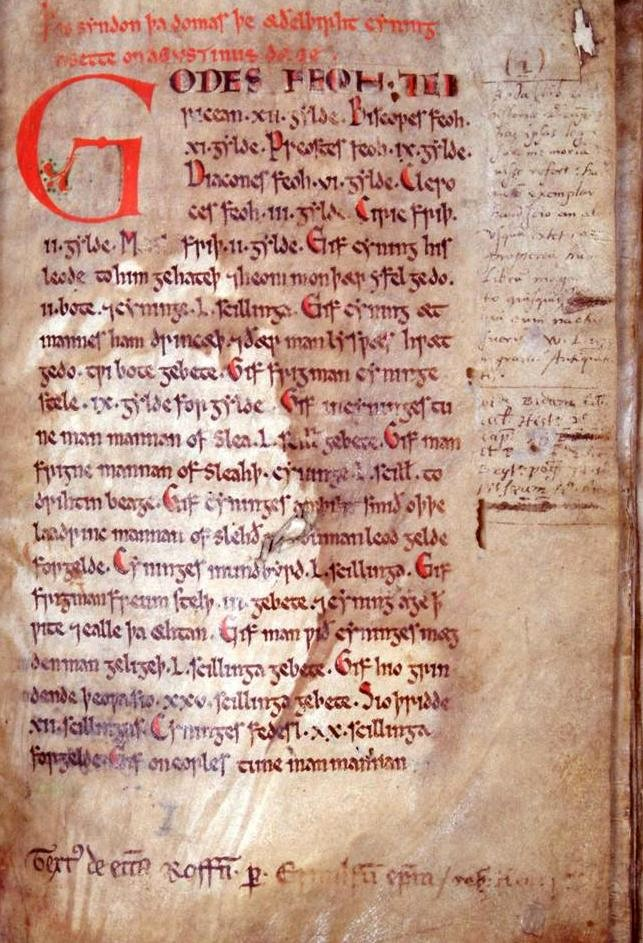
Première page du code de lois d'Æthelbert de Kent (Textus Roffensis, copie du XIIe siècle).

Le droit anglo-saxon correspond au corps de lois écrites et de coutumes en vigueur en Angleterre au haut Moyen Âge, jusqu'à la conquête normande de 1066.
Il subsiste plusieurs codes de lois de l'époque anglo-saxonne. Les plus anciens sont la loi d'Æthelberht (en)  (début du VIIe siècle), la loi de Hlothhere et Eadric (fin du VIIe siècle) et la loi de Wihtred (en) et d'Ine du Wessex (début du VIIIe siècle). Contrairement aux leges barbarorum des autres peuples germaniques successeurs de l'empire romain, ils ne sont pas rédigés en latin, mais en langue vernaculaire, c'est-à-dire en vieil anglais. Cette œuvre législative se poursuit sous les rois de la maison de Wessex à partir d'Alfred le Grand (fin du IXe siècle).
Les chartes offrent également un aperçu des systèmes législatifs en vigueur durant cette période.

## L'héritage du droit romain
À l’aube du VIe siècle, la connaissance du droit romain s'est dégradée dans l'ancien Empire romain d'Occident : la pratique du droit par des juristes ou des avocats est presque inexistante. Le système administratif romain est en partie préservé dans les nouveaux royaumes germaniques, qui l'adaptent à leurs propres besoins. Ainsi, même si la pratique du droit civil et pénal romain disparaît, le droit administratif romain perdure pendant tout le haut Moyen Âge et influence le droit germanique. L'Église chrétienne contribue à la préservation du modèle administratif romain, les évêques se substituant aux anciens administrateurs impériaux. Ils deviennent responsable de l'approvisionnement des garnisons, de l'entretien des routes, ponts et aqueducs, de la collecte des impôts et du développement des écoles.
La christianisation des sociétés permet le développement du droit dans une conception « dominée désormais par l'idée de correction ». L’apparition de l’ordalie, « considérée comme une pratique germanique christianisée », provient de ces transformations. L’influence du christianisme, par l’intermédiaire des clercs, s'étend aussi sur le droit séculier.
En dépit de la croissance du pouvoir et de l’influence du christianisme, les royaumes anglo-saxons de Grande-Bretagne connaissent une disparition presque totale des institutions administratives mises en place par les Romains. Alors que le christianisme est solidement ancré dans ces territoires à la fin du IVe siècle, il semble avoir presque disparu en l'espace de deux siècles et n'y est rétabli qu'à partir du début du VIIe siècle. La disparation des structures ecclésiastiques ne coupe pas pour autant les îles Britanniques du reste du monde : certains royaumes anglo-saxons continuent à entretenir des relations culturelles et commerciales avec le reste de l'Europe.

## Le droit anglo-saxon de l'ère chrétienne

### Origines
En l’absence du christianisme, le droit anglo-saxon se développe d’une manière diamétralement opposée aux autres formes de droit de l’Europe continentale. Les normes du paganisme anglo-saxon vont souvent à l’encontre des valeurs et des traditions véhiculées par le christianisme ou la romanité, « dans des pratiques aussi radicales que celle du sacrifice humain ou de l’exécution judiciaire à caractère sacrificiel ».

### L'influence du christianisme
La christianisation des Anglo-Saxons débute avec l'arrivée de la mission grégorienne dans le royaume de Kent, en 597. Le code de lois du roi de Kent Æthelberht (mort en 616), premier souverain anglo-saxon converti au christianisme, témoigne d'un désir d'équité dans l’application d’une justice réparatrice sous l’autorité du roi. En voici un exemple : « Si un homme libre vole un homme libre, il versera une triple indemnité et le roi prendra l'amende ou tout le bien de l'homme ».  Les articles de lois présentés par ce code concernent aussi bien les hommes libres que les femmes ou les esclaves, mais pas les enfants.
Sous l'impulsion de l’Église chrétienne, le droit anglo-saxon se transforme et les évêques jouent un rôle prépondérant dans l'administration de la société. À l'inverse, l'institutionnalisation du droit anglo-saxon influence l'exercice de la prêtrise. Dans son code de lois, Wihtred de Kent (mort en 725) formule l'obligation suivante : « Si un prêtre consent à une union illicite, ou s’il néglige le baptême d’un homme malade ou est trop ivre pour assumer ce devoir, il s’abstiendra de son mandat dans l’attente d’une décision de l’évêque ».

### Influence
Le droit anglo-saxon exerce une influence majeure sur l’histoire du droit et des institutions. Les missionnaires anglo-saxons, comme Boniface, participent à la propagation des pratiques insulaires en Europe continentale. Ils contribuent au renforcement du pouvoir papal et à l’intensification du recours à la prière réciproque dans les associations fraternelles, par l’écriture des noms dans les « Livres de vie ». La prière réciproque, pratique probablement d'origine insulaire, connaît un grand succès au sein de l'Empire carolingien.

### Sources primaires
- Bède le Vénérable, Histoire ecclésiastique du peuple anglais, trad. par Pierre Monat et Philippe Robin, t. III, Paris, Cerf, 2005, 251 p.
- (en) Frederick Levi Attenborough (éd.), The Laws of the Earliest English Kings, Cambridge, Cambridge University Press, 1922.

### Sources secondaires
- James A. Brundage, The Medieval Origins of the Legal Profession : Canonist, Civilians, and Courts, Chicago, University of Chicago Press, 2008.
- Philippe Depreux, « La loi et le droit. La part des échanges culturels dans la référence à la norme et les pratiques juridiques durant le haut Moyen Âge », dans Actes des congrès de la Société des historiens médiévistes de l'enseignement supérieur public, Dunkerque, 32e congrès, 2001, p. 41-70
- Bruno Dumézil, Les racines chrétiennes de l'Europe : Conversion et liberté dans les royaumes barbares Ve  –  VIIIe siècle, Paris, Fayard, 2005.
- (en) Patrick Wormald, The Making of English Law : King Alfred to the Twelfth Century. Volume 1, Legislation and Its Limits, Blackwell, 1999, 528 p. (ISBN 978-0-631-13496-1).